# سورا (استان آرخانگلسک)
سورا (به لاتین: Sura) یک منطقهٔ مسکونی در روسیه است که در استان آرخانگلسک واقع شده‌است.